# Pachydema fortunatorum
Pachydema fortunatorum är en skalbaggsart som beskrevs av Baraud 1985. Pachydema fortunatorum ingår i släktet Pachydema och familjen Melolonthidae. Inga underarter finns listade i Catalogue of Life.